# Madison Clark
Madison Clark é uma personagem fictícia e a principal protagonista das primeiras quatro temporadas da série de televisão Fear the Walking Dead. Ela é interpretada por Kim Dickens e criada por Robert Kirkman e o showrunner Dave Erickson. Madison é uma ex-conselheira de orientação, mãe de Nick e Alicia e noiva de Travis Manawa.

## Biografia
Madison é descrita como inteligente e obstinada a ponto de às vezes se tornar contundente. Ela se adapta rapidamente ao novo mundo, gosta de estar no controle das situações e tende a se sentir tensa durante desentendimentos com outras pessoas ou em situações em que é totalmente impotente.

### 1ª temporada
Depois que Nick acorda em um antro de heroína em uma igreja abandonada, ele é atropelado por um carro e hospitalizado, e o médico diz a Madison e Travis que a percepção de Nick sobre o incidente é induzida por drogas. Nick foge e se encontra com o traficante de drogas, Calvin, que é mortalmente ferido após tentar matá-lo. Depois que Travis e Madison chegam, o zumbificado Calvin os ataca. Nick atropela Calvin repetidamente com a caminhonete de Travis, e eles fogem para o deserto, convidando Alicia, Liza e Chris a segui-los.
O grupo retorna à casa de Madison para coletar suprimentos. Nick sofre de abstinência de heroína, então Madison dirige até sua escola para conseguir oxicodona, onde ela encontra Tobias em busca de comida. Um zumbificado Artie é morto enquanto tentava morder Tobias. Travis mais tarde diz a Madison para levar as crianças para o deserto sem ele. Alicia testemunha seu vizinho zumbificado, o Sr. Dawson, atacando a Sra. Cruz do outro lado da rua, mas Madison a impede de intervir.
Uma multidão ateia fogo na loja ao lado da barbearia, forçando os Salazars e Manawas a fugir. O grupo chega a caminhonete de Travis e foge, mas Griselda é ferida por um andaime que desabou. Incapaz de chegar a um hospital, o grupo dirige até a casa de Madison, onde Nick, Madison e Alicia temporariamente fogem quando o Sr. Dawson tenta entrar, atraídos pelo cachorro latindo que Nick deixou entrar. Nick leva Madison e Alicia para a casa ao lado, onde eles pegam uma espingarda. Travis chega e é atacado pelo Sr. Dawson, que é morto. Na manhã seguinte, quando os Clarks e os Manawas começam a se afastar, a Guarda Nacional chega e coloca o quarteirão em quarentena.
Madison descobre Daniel detendo Adams no porão da casa ao lado.
Travis, Madison, Daniel e Ofelia entram na sede da Guarda Nacional para resgatar Liza, Griselda e Nick, enquanto Alicia e Chris ficam para trás. Enquanto isso, os zumbis violam as defesas do perímetro e invadem a base. O grupo de Travis chega às celas e liberta os detidos antes de se reunir com Nick, Liza e Strand. Eles tentam escapar pela enfermaria médica, onde descobrem que a Dra. Exner fez a eutanásia em todos os pacientes.
Exner conta a eles sobre uma rota de fuga antes de provavelmente cometer suicídio. Antes que eles possam escapar, o grupo encontra Adams, que atira no braço de Ofelia. Enfurecido, Travis bate brutalmente em Adams e o deixa para morrer. Strand lidera o grupo até sua mansão à beira-mar, onde ele revela a Nick que possui um iate do qual planeja escapar, chamado Abigail. Na praia, Liza revela a Madison que foi mordida durante a fuga. Liza implora a Madison e Travis que a sacrifiquem antes que ela se transforme. Travis promete proteger Chris antes de atirar em Liza.

### 2ª temporada
O grupo evacua para a Abigail enquanto os militares bombardeiam Los Angeles na tentativa de conter o surto. No mar, o grupo se depara com outro barco cheio de sobreviventes, mas Strand se recusa a pegá-los e informa ao grupo que eles estão indo para San Diego.
O grupo atraca em uma ilha próxima para escapar da perseguição do navio desconhecido. Eles têm que ir embora porque George envenenou sua família inteira como parte de um pacto suicida, e o grupo é forçado a deixar a família de George para trás na ilha.
Mais tarde, o grupo planeja usar o refém como isca para recuperar Travis e Alicia. Alicia tenta fazer amizade com Jack e encontrar o caminho de casa sozinha, enquanto Travis está trancado em uma cela. Chris fica encarregado de cuidar do refém e acaba atirando no rosto dele, matando-o. Ele diz a Madison que o menino estava mudando, mas ela está preocupada que ele esteja ficando louco.
Travis vê Alex com o grupo de Jack, e ela admite para ele que ofereceu informações sobre eles quando foi encontrada. Madison consegue libertar Travis trocando-o pelo irmão do líder, agora transformado, e eles escapam no caos. Alicia se liberta de Jack e retorna ao iate com Travis e Madison. Enquanto eles caminham para o complexo, o grupo é atacado pelos mortos, e Madison é jogada no chão enquanto Chris fica observando, o que Alicia vê antes de matar o atacante de Madison. O grupo chega ao complexo e é recebido pela mãe de Luis, Celia, que avisa que eles podem ficar, mas devem deixar as armas do lado de fora. Alicia conta a Chris o que viu a respeito do ataque de Madison.
Madison, ciente do que Chris fez, diz a Travis que ela acha que ele não está bem, e eles discutem sobre sua incapacidade de querer ajudar Chris quando Travis sempre estava disposto a ajudar Nick. Daniel descobre que Celia está mantendo os membros da família mortos do complexo no porão. Madison decide dormir com Alicia naquela noite para fornecer conforto e eles são acordados por um tiro para encontrar Chris em pé sobre eles, segurando uma faca e elas o perseguem para fora do quarto. Chris foge e Travis o persegue.
Nick traz o filho zumbificado de Celia, Luis, e por causa disso, ela deixa o grupo ficar, mas Strand precisa ir embora. Madison fala com Nick sobre seu fascínio pelos mortos e fica frustrado por seus sentimentos por Celia. Nick encontra Travis e Chris, mas Travis diz que ele e Chris não vão voltar e ele precisa ajudar Chris. Ele pede a Nick para dizer a Madison que ele não conseguiu encontrá-los. Celia leva Madison ao porão para mostrar a ela os mortos, mas Madison a tranca dentro da cela.
Quando o prédio fica em chamas, Strand retorna ao complexo para ajudar o resto do grupo a escapar do incêndio, mas quando Madison vê Nick, ele mente sobre Travis e diz a ela que não vai com eles porque Celia estava certa sobre o grupo está destruindo tudo em seu caminho, e ele não quer mais fazer parte dele. Madison, Strand, Alicia e Ofelia fogem da propriedade em chamas de Celia, com a intenção de voltar para a Abigail.
O grupo descobre que a Abigail foi roubada e eles são forçados a vasculhar um hotel próximo em busca de suprimentos. Madison e Strand se embebedam no bar enquanto expressam suas várias frustrações com a vida. No entanto, uma grande horda de walkers ataca o hotel, prendendo os quatro lá dentro.
Madison acende as luzes do hotel contra a vontade de todos na esperança de atrair a atenção de Nick, embora Alicia a convença a respeitar a decisão de Nick de escolher a morte em vez de sua família, apesar de ficar chateada por Madison não parecer se importar com sua decisão de ficar com o grupo. Madison apaga as luzes, mas não antes de Travis, agora sozinho, vê-los. Na manhã seguinte, os sobreviventes que viram as luzes do hotel acenderem começam a se aglomerar nos portões do hotel, mas os sobreviventes se recusam a deixá-los entrar.
Madison localiza Travis no meio da multidão e o deixa entrar. Ela então conversa com Alicia e revela a ela que o acidente de carro de seu pai foi um suicídio e reitera seu amor por ela. Depois disso, Madison vê que o outro grupo de sobreviventes foi autorizado a entrar no complexo do hotel e são verificados para ver se estão saudáveis ou doentes. Mais tarde naquela noite, um novo grupo de sobreviventes chega ao hotel, entre eles os dois turistas. No hotel, os turistas podem entrar e Madison os reconhece com base na descrição de Travis.
Os turistas irritam o resto dos refugiados e estão prestes a serem expulsos do hotel quando Travis os impede e pergunta o que aconteceu com Chris. Os turistas explicam que Chris acidentalmente bateu com a caminhonete e morreu com o impacto. No entanto, uma inconsistência em suas histórias levou Travis a concluir que Chris só ficou ferido no acidente e foi morto pelos turistas. Enfurecido, Travis espanca os turistas até a morte e fere gravemente Oscar, que tenta impedi-lo. Strand avisa Madison que Travis deve ser exilado para manter a unidade dos sobreviventes do hotel. Madison reluta em exilar Travis, mas concorda em ir com ele na manhã seguinte, enquanto Strand se recusa a ter qualquer coisa a ver com isso. Oscar morre devido ao ferimento na cabeça. Enfurecidos, vários dos sobreviventes do hotel invadem o quarto de Travis e o atacam, forçando Alicia a matar um deles para salvar sua vida.
Travis, Madison e Alicia são forçados a fugir do hotel enquanto Strand decide ficar para trás após intervir para ajudá-los a escapar. Eles voltam ao supermercado dos bandidos e encontram todo o prédio abandonado, e Alicia questiona os motivos de Madison quando ela começa a procurar nos corpos de Francisco e sua família por pistas para encontrar Nick. Eles chegam na comunidade e descobrem que Marco e seus homens foram mortos pelos infectados.

### 3ª temporada
Travis, Madison e Alicia são capturados por um grupo armado e levados para um complexo militar, onde Travis é separado deles e levado para um porão, e Madison e Alicia são levados para um escritório.
Madison e Alicia atacam Troy, perfurando um de seus olhos com uma colher e levando-o como refém, e Madison exige que sua família seja libertada. A família é reunida, mas o complexo é invadido por walkers. Travis, Luciana e Alicia escapam a bordo de um helicóptero enquanto Madison e Nick partem em um caminhão com Troy.
Na manhã seguinte, Madison e Nick chegam ao Rancho Queixo Quebrado, que é administrado por Jeremiah Otto, o pai de Jake e Troy. Eles descobrem que o helicóptero que transportava Travis, Alicia, Luciana, Jake e Charlie nunca chegou ao rancho, fazendo com que Troy ordenasse que Madison e Nick saíssem do caminhão enquanto eles esperavam do lado de fora dos portões do rancho enquanto Troy ia procurá-los. Nick quer deixar o rancho por causa das ações de Troy no complexo, mas é convencido por Madison a esperar. Madison é saudada por Jeremiah, que oferece café a Madison e pergunta se Travis poderia ter sequestrado o helicóptero, o que implica que suas ações foram baseadas em sua raça, levando Madison a dizer que protegeria sua filha a todo custo.
Alicia retorna com Jake e Luciana e descobre que Travis foi morto durante a fuga para a fazenda. Naquele momento, Nick aponta a arma para Troy por querer executar Luciana e se recusar a dar-lhe atendimento médico; ele finalmente dá a arma para Jeremiah. Mais tarde naquela noite, Madison está de luto pela morte de Travis quando Jeremiah se aproxima dela para assinar um talão de pagamento de armas; ela assina e eles têm uma breve conversa. Naquela noite em seu bunker, Madison está com seus filhos, mas Nick quer ir embora devido às ações de Troy no complexo. Madison se recusa e declara que eles ficam porque Travis morreu ao chegar aqui e ela está cansada de fugir; se os Ottos não puderem administrar o rancho, eles o tomarão. Ela pergunta a Alicia como Travis morreu. A notícia perturba Madison e faz com que ela se junte à milícia de Troy em busca dos destroços do avião e descubra quem atirou no helicóptero. Madison, Troy e o grupo descobrem que os nativos americanos abateram o helicóptero quando ele sobrevoava suas terras e o líder indígena, Qaletaqa Walker, diz que atacará o rancho se os Ottos e os sobreviventes não deixarem o rancho, já que a terra pertence a eles.
Depois de alguns confrontos entre as duas comunidades, Madison sugere que Jeremiah se mate para que Qaletaga possa se vingar, já que matou a família de Qaletaga em sua juventude. Jeremiah se recusa a cometer suicídio e Nick atira em sua cabeça; Madison encena isso como um suicídio para Troy e Jake. Na manhã seguinte, Madison entrega a cabeça de Jeremiah para Walker, colocando uma trégua na guerra. Os nativos mudam-se para a fazenda dos Ottos para ficarem no lado seguro. Troy não aceita a coexistência dos nativos na fazenda e Madison não consegue manter a paz entre os dois lados.
Depois que Troy tenta matar Qaletaga, seu irmão o exila da fazenda e ele planeja vingança. Mais tarde, a fazenda entra em um período de escassez de água que faz Madison e Qaletaga se dirigirem a El Bazar, um ponto comercial da cidade de Mexicali. Os dois oferecem moedas de ouro ao comerciante Maria Lu em troca de um caminhão-tanque. No entanto, Madison e Qaletaga encontram Strand em seu lugar e o homem decide ajudá-los oferecendo um acordo com Lola Guerrero, a nova líder da represa após a morte de Dante. O trio viaja para a Represa Gonzalez e conhece Daniel, a quem Madison diz que Ofelia está viva.
Madison convence Lola a criar um sistema de intercâmbio entre as comunidades: água para o gado, plantações, etc. Com um caminhão-tanque, Madison retorna à fazenda com a promessa de levar Ofelia para Daniel. A fazenda é atacada por milhares de infectados que são atraídos por Troy. Muitos morrem, incluindo Jake, exceto Nick, Alicia, Ofelia, Lee e Troy. Alicia se separa do grupo e decide sobreviver sozinha por um tempo; ela acaba conhecendo Los Procuradores, gangue de Mexicali que pretende atacar a represa.
Madison e seu grupo vão com Daniel, e ele fica arrasado ao saber que sua filha foi mordida e morreu pouco depois. Daniel decide levar Madison e o grupo para a presa, mas ela é atacada pelos Proctors. Troy é morto por Madison quando ela descobre que ele atraiu os infectados para o rancho. Madison é separada de Alicia e Nick quando a represa explode e todos são levados pela corrente.

### 4ª temporada
A quarta temporada tem um salto de dois anos em relação à temporada anterior para coincidir com o crossover de Morgan Jones de The Walking Dead. Madison só é vista através de flashbacks. Ela aparece pela primeira vez no segundo episódio "Another Day in the Diamond" vivendo em um estádio de beisebol onde ela, Nick, Alicia, Strand e Luciana viveram por um ano após a explosão da represa. No final do meio da temporada, Madison aparentemente se sacrifica em uma explosão para permitir que Alicia e o resto de seu grupo escapem do estádio antes do início da 4ª temporada.

### 7ª temporada
Madison retorna no final da temporada, tendo sobrevivido ao incêndio no estádio mostrado na quarta temporada, embora não seja explicado como ela escapou. Enquanto Morgan está quase sendo enterrado vivo por um grupo de bandidos sob a suposição de que ele sequestrou seus filhos, o grupo é morto por um atacante que se aproxima, revelando-se ser Madison. Ela está carregando um tanque de oxigênio devido aos danos causados pela inalação de fumaça. Morgan agradece por tê-lo salvo, sem saber quem ela é. Em seguida, ela o mantém sob a mira de uma arma enquanto sai com Mo, a filha adotiva de Morgan, alegando que Mo ficará melhor sem ele. Morgan eventualmente alcança Madison e, após um breve escaramuça, nota os nomes dos filhos dela tatuados em seus pulsos. Percebendo quem ela é, ele decide manter em segredo o destino de seus filhos até se reunir com Mo, a quem Madison deu a uma comunidade chamada PADRE. Descobre-se que Mo não é a primeira criança que ela realocou e que ela tem sequestrado e entregado crianças ao PADRE sob a promessa de que eles a ajudariam a encontrar Nick e Alicia. No entanto, ao longo do tempo, ela se desencorajou de querer reunir-se com seus filhos devido ao seu trabalho para o PADRE. Morgan revela mais tarde o destino de seus filhos, e Madison os lamenta, mas decide que não procurará por Alicia, que ainda pode estar viva. Ela escolhe ajudar Morgan a recuperar Mo do PADRE depois que ele resgata Madison de um bando em busca de vingança cujos filhos ela havia sequestrado. Madison e Morgan são transportados para o PADRE vendados, ganhando sua entrada com a promessa de informações sobre uma sobrevivente grávida, mas Madison admite que na verdade não sabe onde o PADRE está.

### 8ª temporada
Sete anos após auxiliar Morgan a resgatar Mo, Madison é prisioneira do PADRE e torna-se suicida. No entanto, ela escapa ao perceber que a jovem "Wren" é, na verdade, Mo. Isso a coloca em conflito com Morgan, agora um coletor do PADRE, que deseja manter Mo sob cuidados. Eles são resgatados por Grace, mas Mo é levada de volta à ilha com Morgan e Madison sob custódia. Morgan confessa que algo em seu passado o impede de ser o pai que Mo precisa, e Madison o ajuda a escapar. Shrike, líder do PADRE, tenta experimentar Madison por acreditar na resistência genética ao vírus zumbi. Mo provoca uma briga, resultando na fuga de Madison e June, e na captura de Shrike.
Madison se reúne com Daniel Salazar, líder de uma resistência contra o PADRE. Ela descobre que os líderes do PADRE são ela e seu irmão Ben. Com Daniel, convencem os líderes a recuar e exilam Ben. Madison reforma o PADRE em busca dos pais das crianças sequestradas. Caçada por um grupo hostil liderado por Troy Otto, Madison se une a Victor Strand. Troy alega ter matado Alicia, aumentando a instabilidade de Madison. Após descobrir que Charlie matou Nick, Madison inicialmente a envia em uma missão suicida, mas perdoa-a. A relação entre Madison, Daniel e Luciana se deteriora, levando-a a deixar o PADRE sob controle de Strand.
Quando Strand se volta contra o PADRE, Madison o ajuda a resgatar Tracy, que os guia a Alicia. Tracy tenta matar Madison, mas Strand intervém. Madison, buscando Troy, encontra Tracy novamente. Após revelações sobre a morte de Serena, a esposa de Troy e mãe de Tracy, Madison e Troy enfrentam um ataque de Ben. Madison sobrevive, mas, desiludida, tenta resgatar Alicia com Tracy. Tracy atira em Madison, aparentemente matando-a. Madison sobrevive à explosão, revelando-se a Alicia. Elas decidem deixar os outros acreditarem que estão mortas e retornam a Los Angeles para reconstruir a cidade.

## Desenvolvimento e recepção

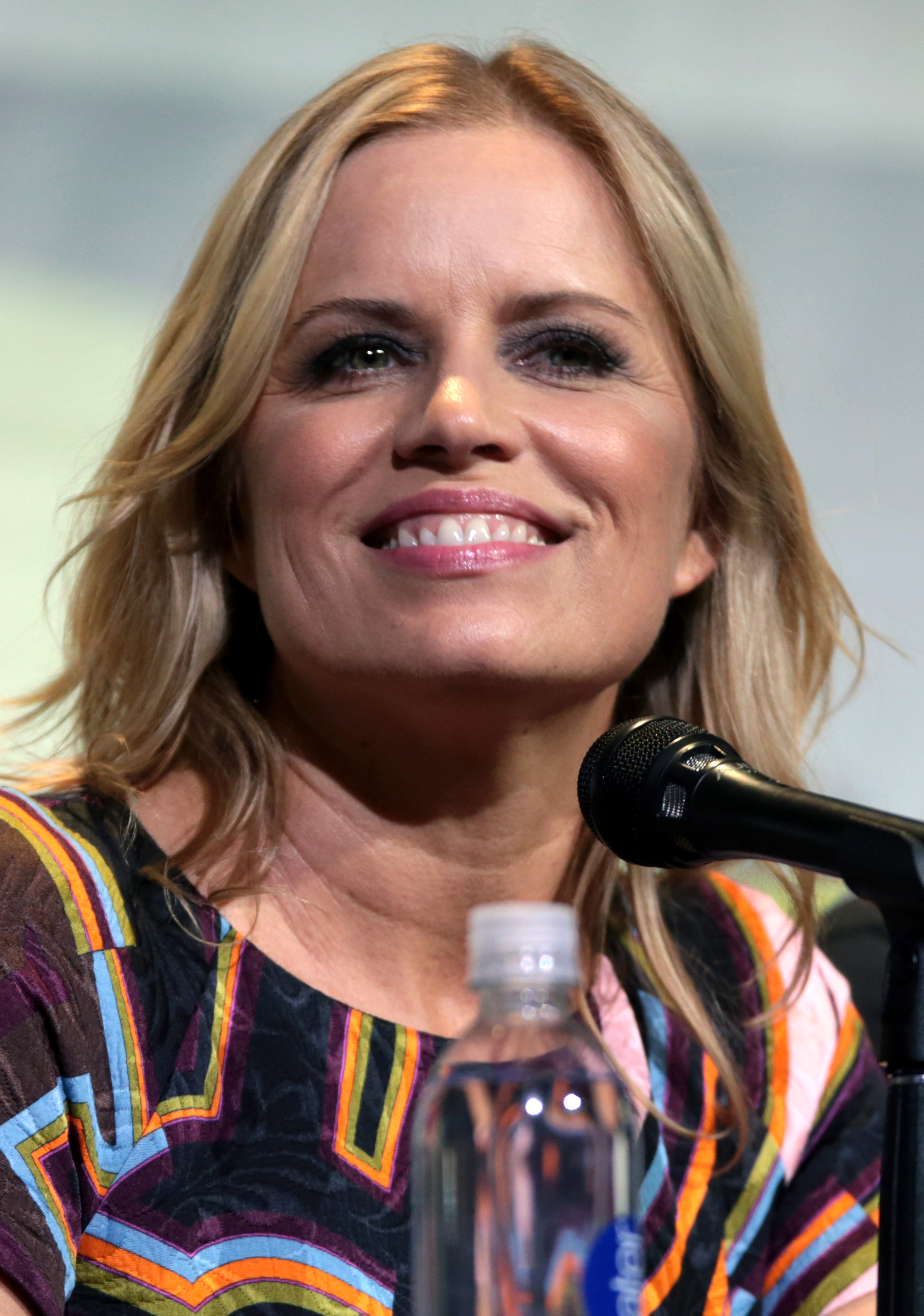
Kim Dickens, intérprete de Madison Clark.

Madison Clark é interpretada por Kim Dickens. No final da primeira metade da quarta temporada, Madison Clark é morta.
Dickens, desde então, comentou sobre a morte de sua personagem, dizendo:
“Sabe, quando eu entrei e me encontrei com os showrunners e o produtor e eles me contaram as mudanças que viram e o arco que queriam jogar e que a primeira metade da temporada terminaria com a morte de Madison, estava escrito. Em última análise, depende dos produtores e dos escritores. Foi um choque e uma grande decepção para mim. Mas já estava definido. Senti que Madison tinha mais histórias para contar e mais estradas para viajar.

Ela poderia ter ido em direções malucas. Ela poderia ter se tornado uma vilã. Eu estava pronta para fazer qualquer coisa para ir mais longe e mais fundo com ela. Então, fiquei satisfeita com a história? Achei que sua morte foi um belo momento de sacrifício, mas eu teria imaginado uma morte diferente. Achei lindo o episódio daquele momento. Eu fiz. Mas me surpreendeu que foi assim que aconteceu."
Dickens recebeu elogios por sua atuação, mas sua personagem recebeu críticas mistas entre fãs e críticos, devido à incerteza se ela ou Travis seriam os protagonistas da série. Dickens recebeu o maior faturamento e foi creditada como a protagonista, mas após a morte de Travis na 3ª temporada, Madison foi aclamada pela crítica quando sua morte a empurrou mais para um papel de líder, estabelecendo-a como protagonista.
Em sua revisão da temporada para IGN, Matt Fowler deu à terceira temporada uma nota de 8.2 em 10; elogiando a personagem de Kim Dickens, Madison, ele escreveu: "Fear the Walking Dead encontrou seu tom e voz mais solidamente nesta temporada, abraçando a paisagem árida, intensificando o conflito humano contra humano e se unindo em torno da mãe anti-herói de Kim Dickens, Madison, como a personagem principal" e que agora é "uma série melhor do que The Walking Dead."
A decisão de matar Madison recebeu críticas intensas e é amplamente considerada como a razão pela qual a série despencou na audiência, apesar da temporada ter recebido críticas positivas. Alguns fãs exigiram o retorno de Dickens como Madison em um ponto posterior da série, já que sua morte nunca foi realmente mostrada, o que era incomum para um personagem principal da série.
Em um episódio de Talking Dead que foi ao ar em 5 de dezembro de 2021, Kim Dickens fez uma aparição surpresa para revelar que Madison ainda está viva e que ela retornará na sétima temporada do programa.